# Ostvorstadt (Bautzen)

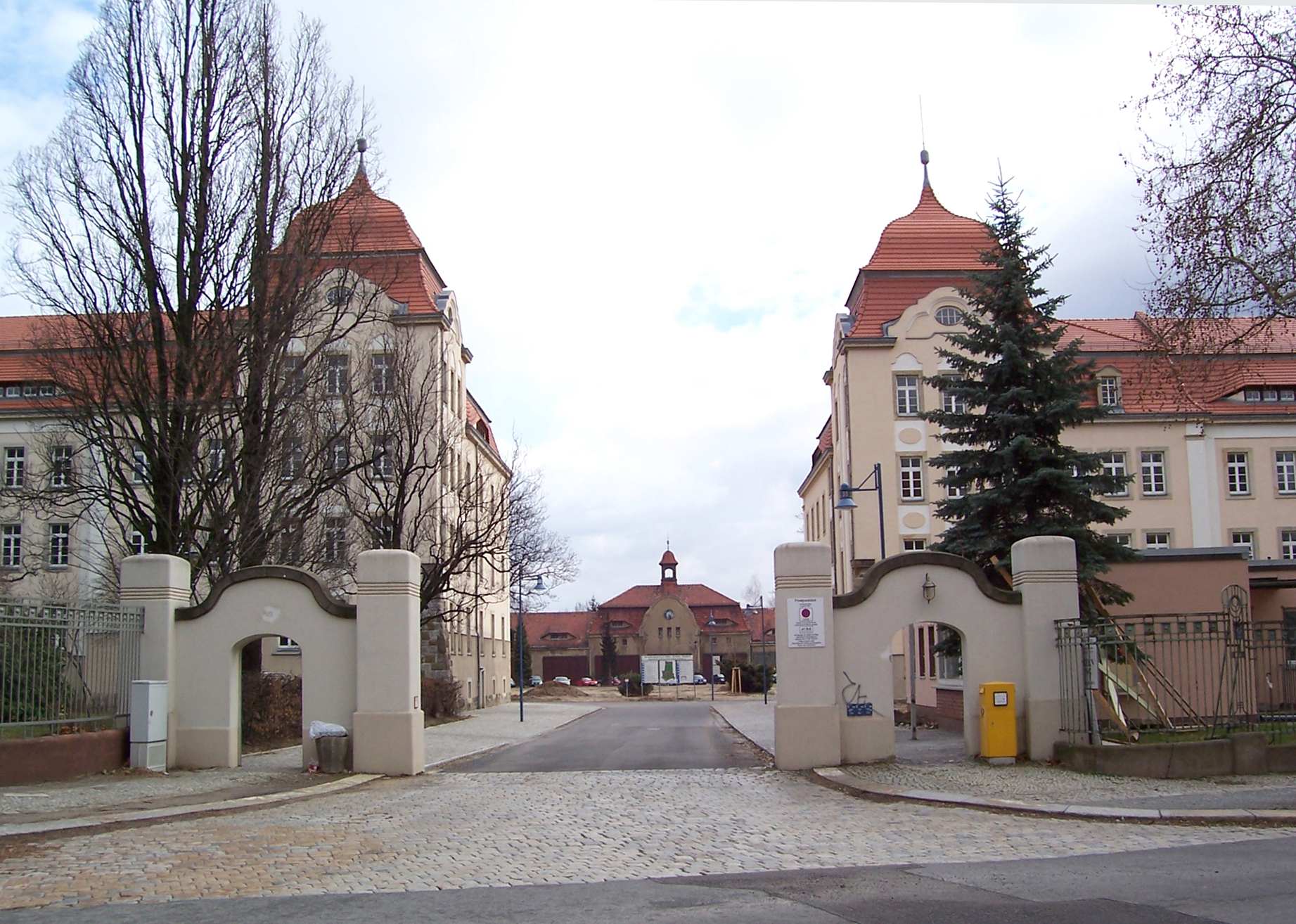
In der ehemaligen Husarenkaserne sind heute vorwiegend städtische und regionale Verwaltungsstellen untergebracht

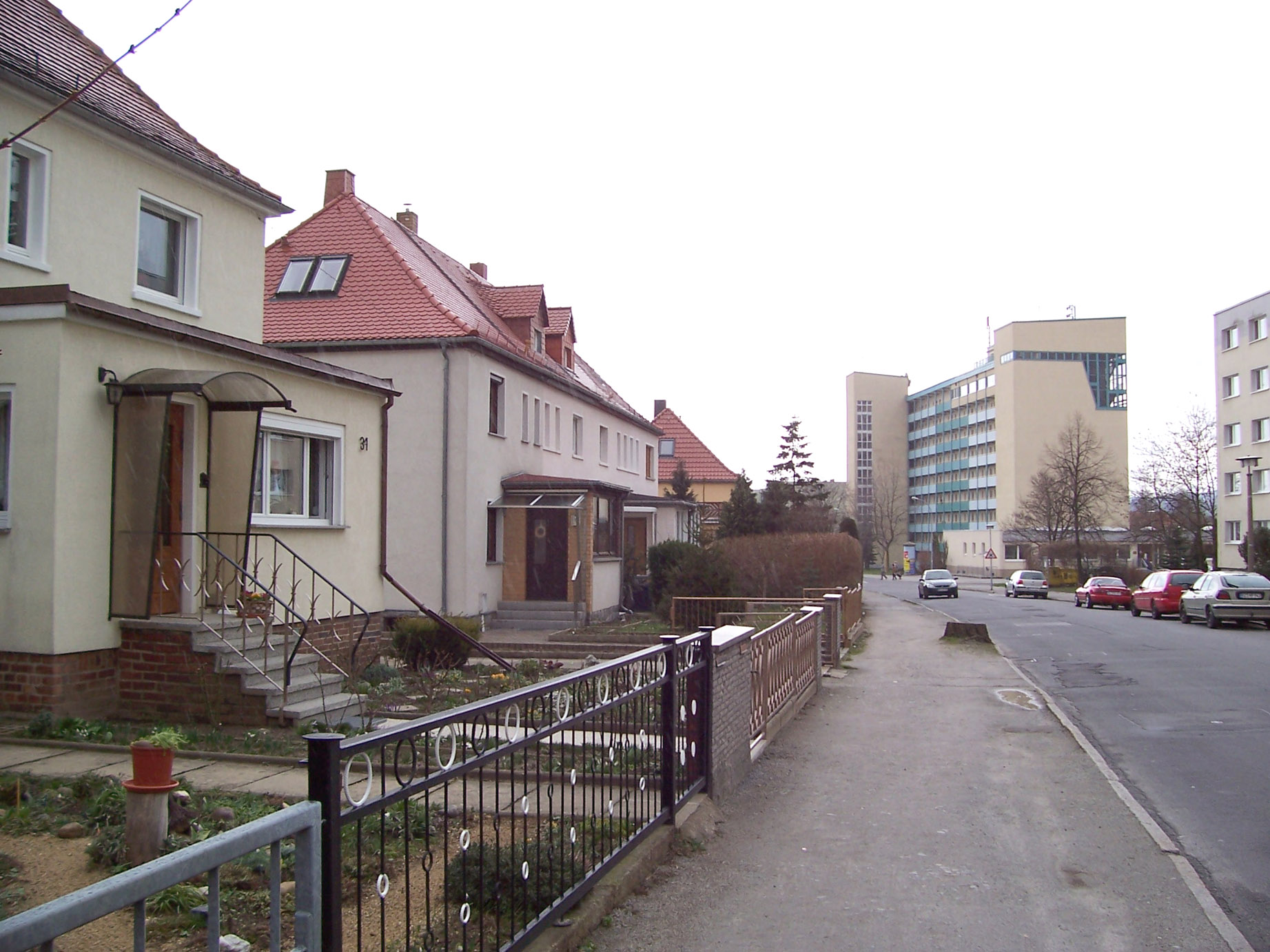
Heterogene Strukturen in der Ostvorstadt: Einfamilienhäuser und Geschossbauten- hier das Gebäude mit dem ehemaligen Hochhauscafe

Die Ostvorstadt, obersorbisch Wuchodne předměstoⓘ, ist mit etwa 6.000 Einwohnern der nach Bevölkerung drittgrößte Stadtteil von Bautzen. Historisch und gelegentlich noch umgangssprachlich wird der heutige Stadtteil Nordostring östlich der äußeren Stadtmauer als „Ostvorstadt“ bezeichnet. Das Stadtteilgebiet liegt auf den historischen Gemarkungen Bautzen und Strehla.
Der Stadtteil ist baulich äußerst heterogen. So finden sich im Stadtteil Ansätze von Blockrandbebauung aus der Zeit nach 1900 um den Käthe-Kollwitz-Platz, unmittelbar an der heute nicht mehr militärisch genutzten Husarenkaserne, in der große Teile der ehemaligen 3. Königlich Sächsischen Division untergebracht waren. In anderen Bereichen östlich der Stieberstraße setzt sich das Villenviertel des Stadtteils Nordostring fort. Das Wohngebiet Allendeviertel (davon abgeleitet im Volksmund auch „Chileviertel“ genannt), in welchem der Großteil der Bevölkerung der Ostvorstadt lebt, ist durch fünfstöckige DDR-Neubauten genauso charakterisiert wie durch gestaffelte niedrige Wohnhäuser im Bungalowstil. Einfamilienhäuser gibt es außerdem im Siedlungsgebiet Strehla (Třělany).
Weite Bereiche der Ostvorstadt gelten nach dem Bautzener Mietspiegel als gute Wohnlagen. Im Vergleich zum Wohngebiet Gesundbrunnen ist hier die Einwohnerzahl seit der Wende nur geringfügig zurückgegangen. Allerdings wird der Stadtteil als „überaltert“ charakterisiert und hat mit 34,1 % den höchsten Rentneranteil von allen Stadtteilen (Bautzen gesamt: 26,2 %). Da zahlenmäßig gleichwertiger Nachzug aus anderen Stadtteilen für die Zukunft nicht gesichert erscheint, ist es möglich, dass das momentan unproblematische Gebiet zukünftig mehr Probleme bekommen könnte. Mittel- bis langfristig ist deshalb auch in diesem Gebiet der punktuelle Rückbau von Wohnraum, insbesondere im Allendeviertel, vorgesehen.
Im Bereich der ehemaligen Martin-Hoop-Oberschule befand sich vor etwa 4000 Jahren eine Siedlung der Schnurkeramik. 1920 wurden an dieser Stelle von Paul Bruger schnurverzierte Amphoren und Krüge, sowie Steinwerkzeug gefunden.
Entsprechend der heterogenen Struktur des Stadtteils gibt es auch mehrere Stadtteilzentren. Das bedeutendste ist im Allendeviertel an der Hanns-Eisler-Passage zu finden, in deren unmittelbarer Nähe in DDR-Zeiten eine Poliklinik, eine Verkaufshalle, ein Dienstleistungskombinat und das Hochhaus-Café entstanden. Auch heute noch ist hier eine Ballung an Verkaufseinrichtungen und medizinischer Versorgung zu finden.